# Маттеи, Жанет Акьюз
Жанет Акьюз Маттеи (тур. Janet Akyüz Mattei; 2 января 1943 — 22 марта 2004) — турецко-американский астроном и директор Американской ассоциации наблюдателей переменных звёзд (AAVSO) с 1973 по 2004 год.
Жанет появилась на свет в еврейской семье, в турецком городе Бодрум. Среднее образование получила в Измире, в Американском коллегиальном институте. Для получения высшего образования приехала в Соединённые Штаты Америки, где поступила в Брандейский университет в Уолтеме, штат Массачусетс. После окончания университета Доррит Хоффлейт предложила ей работу в обсерватории Мария-Митчелл в Нантакете. С 1970 по 1972 год работала в обсерватории Леандер-МакКормик в Шарлотсвилле. Получила степень мастера искусств в астрономии от Виргинского университета в 1972 году и степень Ph.D. в астрономии от Эгейского университета в Измире в 1982 году.
Маттеи является автором более 180 научных работ по переменным звёздам. Занимая пост главы AAVSO более трёх десятков лет, она координировала сбор наблюдений переменных звёзд, осуществлённых астрономами-любителями. Она принимала участие во множестве проектов, нацеленных на взаимодействие любителей и профессиональных астрономов.
Маттеи получила ряд наград в своей области, среди которых: медаль столетия Французского астрономического общества, 1987; премия Жоржа ван Бисбрука от Американского астрономического общества, 1993; премия Лесли Пельтье от Астрономической Лиги, 1993; первая премия Джованни Баттиста Лаккини за сотрудничество с астрономами-любителями от Unione Astrofili Italiani, 1995; а также медаль Джексон-Гвилт от Британского королевского астрономического общества, 1995. В честь Жанет был назван астероид (11695) Маттеи.
22 марта 2004 года в Бостоне Жанет ушла из жизни в результате лейкоза.